# Alianza por la Paz y la Libertad
La Alianza para la Paz y la Libertad (APL) es una alianza política europea de extrema derecha y antiguo partido político europeo fundado el 4 de febrero de 2015.
Los principales partidos miembros habían participado en el ya desaparecido Frente Nacional Europeo. El partido es duramente euroescéptico.
El partido desea establecer una red de movimientos nacionalistas en toda Europa que cooperen para fortalecer sus ideales compartidos. El partido coopera y apoya a otros grupos nacionalistas en toda Europa que no son miembros, entre ellos el exmiembro del partido Amanecer Dorado, Llama Tricolor, Alternativa para Suecia y Frente Nacional Popular. El partido es descrito como neonazi por varios periódicos, y neofascista por otros.
El grupo trabaja para "una Europa de naciones soberanas en la que los estados independientes trabajan juntos de manera confederada", y para la perennidad y la salvaguarda de las tradiciones europeas "ancestrales" como la tradición cristiana.

## Europa Terra Nostra
El Europa Terra Nostra es la fundación política europea oficial de la APF. El ETN fue fundado el 3 de julio de 2015 en Berlín, donde continúa operando como el think tank oficial de la APF y sirve como el marco europeo para las fundaciones / grupos de reflexión nacionales reconocidos por los miembros de la APF.

## Conexiones internacionales
La APF trabaja para coordinar los partidos nacionalistas europeos en todo el continente. Ayudó a establecer Italia para la coalición italiana compuesta por el miembro de la APF Fuerza Nueva junto con Llama Tricolor. En 2017, la APF ayudó en la formación de la coalición del Bloque de Identidad Nacional en Europa, los miembros de la APF, el Partido Rumania Unida y Noua Dreaptă unieron fuerzas con el Partido de la Gran Rumanía. En 2019, la APF participó en la formación de la coalición ADÑ Identidad Española, compuesta por el miembro de APF, Democracia Nacional, FE-JONS, Alternativa Española y La Falange.
El partido también mantiene contactos con el exlíder del Agrupación Nacional —denominado hasta 2018 como Frente Nacional—, Jean-Marie Le Pen, quien fue expulsado de su partido en 2015. Se unió al grupo en marzo de 2018.
La APF mantiene contactos con círculos conservadores en Rusia con el grupo invitado a conferencias organizadas por el Kremlin. El partido apoya a Vladímir Putin y al liderazgo de Rusia de Rusia Unida, especialmente en la crisis de Ucrania y la guerra civil siria. El partido apoya a Aleksandr Lukashenko y mantiene contactos con el Partido Democrático Liberal de Bielorrusia.
La APF apoya firmemente a los nacionalistas serbios y se opone al reconocimiento internacional de Kosovo, ya que trabajó en el pasado con el Partido Radical Serbio. El 26 de septiembre de 2021, la APF celebró una conferencia en Belgrado organizada por la Derecha Serbia.
Mantiene relaciones amistosas con el gobierno del Partido Baaz sirio con el vicepresidente, Bashar al-Ásad invitó a Nick Griffin a Siria varias veces como embajador. Se han celebrado reuniones entre el partido y el Partido Social Nacionalista Sirio con la AFP que apoya públicamente al SSNP. El grupo mantiene contactos con Hezbolá y ha organizado al menos una reunión con los líderes de Hezbolá. El grupo ha estado en contacto regular con el líder libanés Michel Aoun y el gobernante Movimiento Patriótico Libre.

## Partidos Miembros
| País            | Partido                                           | Abr.          | Líder               | Diputados europeos | Diputados nacionales |
| --------------- | ------------------------------------------------- | ------------- | ------------------- | ------------------ | -------------------- |
| Alemania        | La Patria                                         | Die Heimat    | Peter Schreiber     | 0/96               | 0/709                |
| Bélgica         | Movimiento Nación                                 | Nation        | Hervé Van Laethem   | 0/21               | 0/150                |
| Bélgica         | Flandes Identitario                               | VLI           | Rob Verreycken      | 0/21               | 0/150                |
| Eslovaquia      | Kotleba - Partido Popular Nuestra Eslovaquia      | ĽSNS          | Marian Kotleba      | 0/14               | 8/150                |
| España          | Democracia Nacional                               | DN            | Luis Mateos de Vega | 0/59               | 0/350                |
| España          | La Falange                                        | FE/La Falange | Manuel Andrino Lobo | 0/59               | 0/350                |
| Francia         | Comités Jeanne (afiliados)                        | CJ            | Jean-Marie Le Pen   | 0/74               | 0/577                |
| Francia         | Partido Nacionalista Francés                      | PNF           | Yvan Benedetti      | 0/74               | 0/577                |
| Grecia          | Unión Patriótica Popular Griega                   | LEPEN         | Christos Rigas      | 0/21               | 0/300                |
| Grecia          | Conciencia Popular Nacional                       | ELASIN        | Giannis Lagos       | 1/21               | 0/300                |
| Italia          | Fuerza Nueva                                      | FN            | Roberto Fiore       | 0/76               | 0/630                |
| República Checa | Partido de los Trabajadores de la Justicia Social | DSSS          | Tomáš Vandas        | 0/21               | 0/200                |
| Rumania         | Partido Rumania Unida                             | PRU           | Robert Bugă         | 0/32               | 0/136                |
| Rumania         | Noua Dreaptă                                      | ND            | Tudor Ionescu       | 0/32               | 0/136                |

## Antiguos partidos miembros
| País      | Partido                | Abr. | Líder                  | Dejó el APL                               |
| --------- | ---------------------- | ---- | ---------------------- | ----------------------------------------- |
| Dinamarca | Partido de los Daneses | DP   | Daniel Carlsen         | en 2017 (Partido disuelto el 24 de junio) |
| Francia   | Disidencia Francesa    | DF   | Vincent Vauclin        | en 2020 (Partido disuelto en agosto)      |
| Grecia    | Amanecer Dorado        | XA   | Nikolaos Michaloliakos | en 2017                                   |
| Suecia    | Partido de los Suecos  | SvP  | Stefan Jacobsson       | en 2015 (Partido disuelto el 10 de mayo)  |

## Junta Ejecutiva
| Miembro               | Posición             | País            | Partido político |
| --------------------- | -------------------- | --------------- | ---------------- |
| Roberto Fiore         | Presidente           | Italia          | FN               |
| Nick Griffin          | Vicepresidente       | Reino Unido     | BNP              |
| Jean-Marie Le Pen     | Presidente honorario | Francia         | CJ               |
| Stefan Jacobsson      | Secretario General   | Suecia          | -                |
| Jens Pühse            | Miembro              | Alemania        | Die Heimat       |
| Tomáš Vandas          | Miembro              | República Checa | DSSS             |
| Gonzalo Martín García | Miembro              | España          | DN               |
| Daniel Carlsen        | Miembro              | Dinamarca       | DP               |
| Hervé Van Laethem     | Miembro              | Bélgica         | Nation           |
| Olivier Wyssa         | Miembro              | Francia         | -                |
| Susanne Winter        | Miembro              | Austria         | -                |
| Jacek Wilk            | Miembro              | Polonia         | KORWiN           |

## Eurodiputados

### Noveno Parlamento(2019-2024)
| Miembro       | Grupos políticos | País   | Partido |
| ------------- | ---------------- | ------ | ------- |
| Ioannis Lagos | No Inscritos     | Grecia | ELASIN  |

### Octavo Parlamento(2014-2019)
| Miembros           | Grupos políticos | País     | Partido    |
| ------------------ | ---------------- | -------- | ---------- |
| Jean Marie Le Pen  | No Inscritos     | Francia  | CJ         |
| Udo Voigt          | No Inscritos     | Alemania | Die Heimat |
| Georgios Epitidios | No Inscritos     | Grecia   | ΧΑ         |
| Lambros Foundoulis | No Inscritos     | Grecia   | ΧΑ         |